# RGD-33

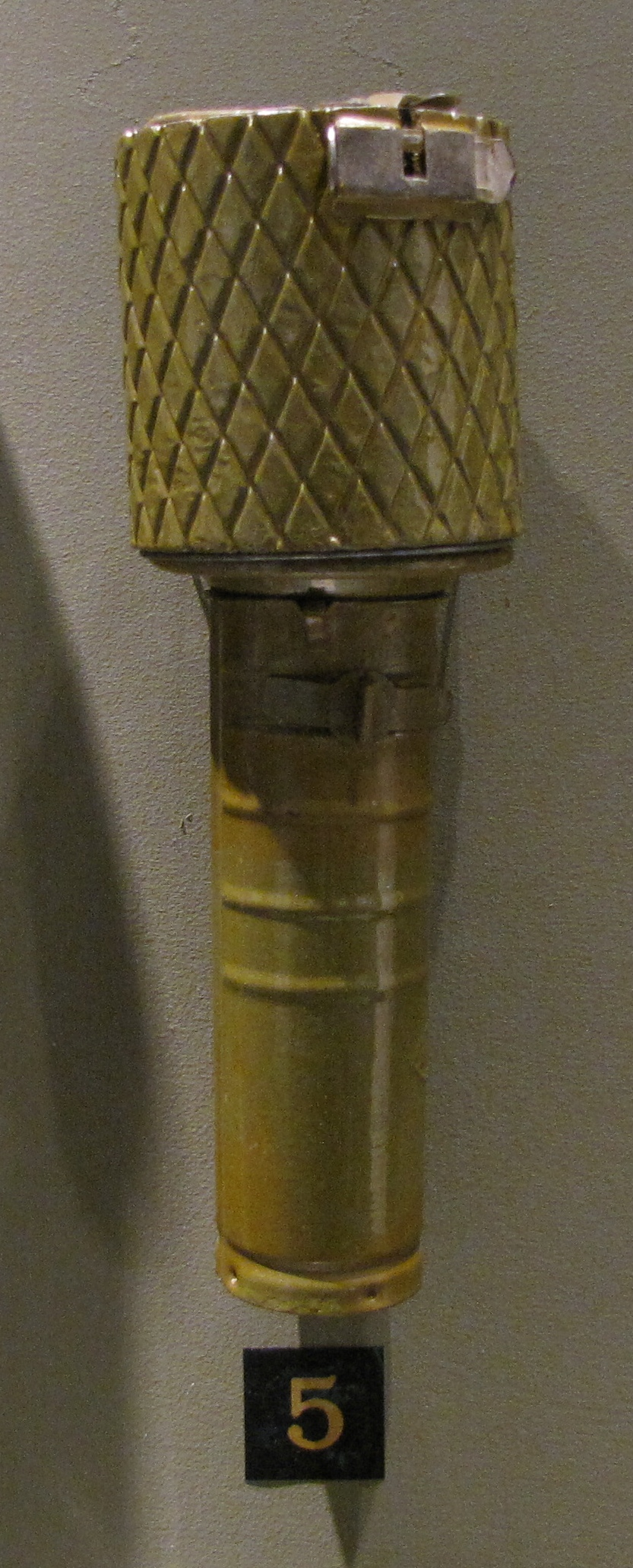
De RGD-33

De RGD-33 (Russisch: РГД-33, Ручная Граната Дьяконова обр. 1933 года Roetsjnaja Granata Djakonova obr. 1933) was een handgranaat die werd gebruikt door de Sovjet-Unie in de Tweede Wereldoorlog. Dit type werd in 1933 ontwikkeld om Model 1914 te vervangen. Omdat de RGD-33 moeilijk was te vervaardigen werd deze na de Duitse invasie van de Sovjet-Unie langzaam vervangen door de verbeterde RG-42.